# Tsubasa Yokotake
Tsubasa Yokotake (横竹 翔 Yokotake Tsubasa?), född 30 augusti 1989 i Hiroshima prefektur, är en japansk fotbollsspelare.
Yokotake började sin karriär 2008 i Sanfrecce Hiroshima. Han spelade 55 ligamatcher för klubben. 2013 flyttade han till Gainare Tottori.